# 리처드 애시크로프트
리처드 애시크로프트(영어: Richard Ashcroft, 1971년 9월 11일 ~ )는 영국의 가수 겸 작곡가이다. 버브(The Verve)의 리드 보컬로 알려져 있으며, 솔로 활동도 활발히 펼쳐 2008년 버브 재결성 이후에도 솔로 활동을 지속했다.

## 일생

### 유년기
리처드는 미용사인 그의 어머니와 새아버지, 누나와 생활하며 자랐다. 친아버지는 그가 11살 때 뇌진탕으로 사망했다.
랭커셔의 업홀랜드에서 자라는 동안 그는 축구광이었다. 그는 맨체스터 유나이티드와 그가 유소년축구팀으로 뛰었던 위건 애슬래틱을 가장 좋아했다.
학교에서 그는 '슬리프헤드'라 불렸고 또한 학교의 악동이었다.

### 버브 시절
리처드는 1989년 학교 친구들과 버브를 결성했다. 버브의 멤버들은 모두 환각제를 사용했던 비틀즈, 핑크 플로이드와 같은 밴드를 좋아했다는 공통점을 가지고 있었다.